# سیارک ۱۰۸۵۷
سیارک ۱۰۸۵۷ (به انگلیسی: 10857 Bluthner، نامگذاری:1995EZ8) ده هزار و هشتصد و پنجاه و هفتمین سیارک کشف شده‌است که در ۵ مارس ۱۹۹۵ کشف شد.
قدر مطلق سیارک برابر ۱۴٫۴۰ است.